# 1937-es magyar vívóbajnokság
Az 1937-es magyar vívóbajnokság a harmincharmadik magyar bajnokság volt. A férfi tőrbajnokságot június 6-án rendezték meg Budapesten, a Műegyetemen, a párbajtőrbajnokságot június 13-án Budapesten, a Műegyetemen, a kardbajnokságot június 20-án Budapesten, a Nemzeti Tornacsarnokban, a női tőrbajnokságot pedig június 13-án Budapesten, a Műegyetemen.

## Eredmények
| Versenyszám          | Arany                             | Arany | Ezüst                          | Ezüst | Bronz                                 | Bronz |
| -------------------- | --------------------------------- | ----- | ------------------------------ | ----- | ------------------------------------- | ----- |
| Férfi tőrvívás       | Hátszeghy József Honvéd Tiszti VK |       | Maszlay Lajos Honvéd Tiszti VK |       | vitéz Ujfalussy Ákos Honvéd Tiszti VK |       |
| Férfi párbajtőrvívás | dr. Bay Béla BEAC                 |       | Dunay Pál Újpesti TE           |       | vitéz Bartha Rezső Honvéd Tiszti VK   |       |
| Férfi kardvívás      | dr. Rajczy Imre BEAC              |       | Rajcsányi László MAC           |       | Gerevich Aladár MAC                   |       |
| Női tőrvívás         | Elek Margit Detektív AC           |       | Horváth Katalin MAC            |       | Bogáthy Erna BEAC                     |       |